# National League (lední hokej)
Švýcarská hokejová liga (National League (NL) je nejvyšší plně profesionální ligou ledního hokeje ve Švýcarsku.
Této ligy se účastní 14 týmů. Nejlepších deset po základní části postupuje do playoff, které se hraje na čtyři vítězné zápasy. Z playoff vzejde mistr Švýcarska. 3. a 4. nejhorší týmy hrají play-out. Nejhorší tým z play out hraje na čtyři vítězné zápasy baráž proti vítězi Swiss League (2. ligy) o místo v nadcházející sezóně v nejvyšší soutěži. 2 Nejhorší týmy sestupují automaticky

## Systém soutěže

### Základní část
V základní části odehraje každý z 14 klubů 52 zápasů. Kluby hrají každý s každým dvakrát doma a dvakrát venku (52 zápasů) a navíc ještě jednou doma a jednou venku s kluby v rámci regionální čtyřčlenné skupiny. Skupina 1: Ženeva-Servette HC, Fribourg-Gottéron, EHC Biel, SC Bern. Skupina 2: EV Zug, HC Ambrì-Piotta, HC Lugano, Lausanne HC. Skupina 3: EHC Kloten, ZSC Lions, SCL Tigers, HC Davos.

### Play-off
Nejlepších osm týmů po základní části postoupí do play-off, ve kterém se hrají série na čtyři vítězné zápasy.

### Play-out
Poslední čtyři kluby po základní části sehrají skupinu o udržení (Abstiegsrunde), ve které kluby odehrají 6 zápasů, každý s každým vždy jednou doma a jednou venku. Poslední dva kluby sehrají sérii o poslední místo (Play-out-Finale) na čtyři vítězné zápasy. Poražený sehraje barážovou sérii na čtyři vítězství proti vítězi Swiss League. Obě série se hrají stejným systémem jako série play-off.

## Účastníci 2023/2024
| Tým                       | Město           | Stadion                    | Kapacita |
| ------------------------- | --------------- | -------------------------- | -------- |
| HC Ambrì-Piotta           | Quinto          | Nuova Valascia             | 6,775    |
| EHC Biel                  | Biel            | Eisstadion Biel            | 7,000    |
| SC Bern                   | Bern            | PostFinance-Arena          | 16,789   |
| HC Davos                  | Davos           | Zondacrypto Arena          | 7,080    |
| Fribourg-Gottéron         | Fribourg        | La patinoire Saint-Léonard | 7,144    |
| Ženeva-Servette HC        | Ženeva          | Patinoire des Vernets      | 6,800    |
| SC Rapperswil-Jona Lakers | Rapperswil-Jona | SGKB Arena                 | 6,200    |
| Lausanne HC               | Lausanne        | CIG de Malley              | 8,000    |
| HC Lugano                 | Lugano          | Pista La Resega            | 8,000    |
| SCL Tigers                | Langnau         | Ilfishalle                 | 6,550    |
| EV Zug                    | Zug             | Eishalle Herti             | 6,780    |
| ZSC Lions                 | Curych          | Hallenstadion              | 10,700   |
| HC Ajoie                  | Porrentruy      | Patinoire du Voyeboeuf     | 4,300    |

## Vítězové soutěže
Zdroj: 
| Ročník | Mistr                          |
| ------ | ------------------------------ |
| 1909   | HC Bellerive Vevey             |
| 1910   | HC La Villa Lausanne           |
| 1911   | Club des Patineurs de Lausanne |
| 1912   | HC Les Avants                  |
| 1913   | HC Les Avants                  |
| 1914   | žádné mistrovství              |
| 1915   | žádné mistrovství              |

| Ročník | Mistr              | Ročník | Mistr       | Ročník | Mistr                | Ročník | Mistr      |
| ------ | ------------------ | ------ | ----------- | ------ | -------------------- | ------ | ---------- |
| 1916   | HC Bern            | 1936   | ZSC Lions   | 1956   | EHC Arosa            | 1976   | SCL Tigers |
| 1917   | HC Bern            | 1937   | HC Davos    | 1957   | EHC Arosa            | 1977   | SC Bern    |
| 1918   | HC Bern            | 1938   | HC Davos    | 1958   | HC Davos             | 1978   | EHC Biel   |
| 1919   | HC Bellerive Vevey | 1939   | HC Davos    | 1959   | SC Bern              | 1979   | SC Bern    |
| 1920   | HC Bellerive Vevey | 1940   | žádný vítěz | 1960   | HC Davos             | 1980   | EHC Arosa  |
| 1921   | HC Rosey Gstaad    | 1941   | HC Davos    | 1961   | ZSC Lions            | 1981   | EHC Biel   |
| 1922   | EHC St. Moritz     | 1942   | HC Davos    | 1962   | EHC Visp             | 1982   | EHC Arosa  |
| 1923   | EHC St. Moritz     | 1943   | HC Davos    | 1963   | HC Villars           | 1983   | EHC Biel   |
| 1924   | HC Rosey Gstaad    | 1944   | HC Davos    | 1964   | HC Villars           | 1984   | HC Davos   |
| 1925   | HC Rosey Gstaad    | 1945   | HC Davos    | 1965   | SC Bern              | 1985   | HC Davos   |
| 1926   | HC Davos           | 1946   | HC Davos    | 1966   | GCK Lions            | 1986   | HC Lugano  |
| 1927   | HC Davos           | 1947   | HC Davos    | 1967   | Kloten Flyers        | 1987   | HC Lugano  |
| 1928   | EHC St. Moritz     | 1948   | HC Davos    | 1968   | HC La Chaux-de-Fonds | 1988   | HC Lugano  |
| 1929   | HC Davos           | 1949   | ZSC Lions   | 1969   | HC La Chaux-de-Fonds | 1989   | SC Bern    |
| 1930   | HC Davos           | 1950   | HC Davos    | 1970   | HC La Chaux-de-Fonds | 1990   | HC Lugano  |
| 1931   | HC Davos           | 1951   | EHC Arosa   | 1971   | HC La Chaux-de-Fonds | 1991   | SC Bern    |
| 1932   | HC Davos           | 1952   | EHC Arosa   | 1972   | HC La Chaux-de-Fonds | 1992   | SC Bern    |
| 1933   | HC Davos           | 1953   | EHC Arosa   | 1973   | HC La Chaux-de-Fonds |        |            |
| 1934   | HC Davos           | 1954   | EHC Arosa   | 1974   | SC Bern              |        |            |
| 1935   | HC Davos           | 1955   | EHC Arosa   | 1975   | SC Bern              |        |            |

| Ročník    | Mistr               | Vicemistr           | Češi s titulem                                                      |
| --------- | ------------------- | ------------------- | ------------------------------------------------------------------- |
| 1992/1993 | Kloten Flyers       | Fribourg-Gottéron   |                                                                     |
| 1993/1994 | Kloten Flyers       | Fribourg-Gottéron   |                                                                     |
| 1994/1995 | Kloten Flyers       | EV Zug              |                                                                     |
| 1995/1996 | Kloten Flyers       | SC Bern             |                                                                     |
| 1996/1997 | SC Bern             | EV Zug              |                                                                     |
| 1997/1998 | EV Zug              | HC Davos            |                                                                     |
| 1998/1999 | HC Lugano           | HC Ambrì-Piotta     |                                                                     |
| 1999/2000 | ZSC Lions           | HC Lugano           |                                                                     |
| 2000/2001 | ZSC Lions           | HC Lugano           |                                                                     |
| 2001/2002 | HC Davos            | HC Lugano           | Josef Marha                                                         |
| 2002/2003 | HC Lugano           | HC Davos            |                                                                     |
| 2003/2004 | SC Bern             | HC Lugano           |                                                                     |
| 2004/2005 | HC Davos            | ZSC Lions           | Josef Marha                                                         |
| 2005/2006 | HC Lugano           | HC Davos            |                                                                     |
| 2006/2007 | HC Davos            | SC Bern             | Josef Marha, Václav Varaďa, Zbyněk Irgl, Petr Tatíček, Václav Benák |
| 2007/2008 | ZSC Lions           | Ženeva-Servette HC  |                                                                     |
| 2008/2009 | HC Davos            | Kloten Flyers       | Josef Marha, Petr Tatíček, Jaroslav Hübl ????, Petr Sýkora          |
| 2009/2010 | SC Bern             | Ženeva-Servette HC  |                                                                     |
| 2010/2011 | HC Davos            | Kloten Flyers       | Josef Marha, Petr Tatíček, Petr Sýkora, Jaroslav Bednář             |
| 2011/2012 | ZSC Lions           | SC Bern             |                                                                     |
| 2012/2013 | SC Bern             | Fribourg-Gottéron   | Jaroslav Bednář, Petr Sýkora                                        |
| 2013/2014 | ZSC Lions           | Kloten Flyers       |                                                                     |
| 2014/2015 | HC Davos            | ZSC Lions           |                                                                     |
| 2015/2016 | SC Bern             | HC Lugano           | Jakub Štěpánek                                                      |
| 2016/2017 | SC Bern             | EV Zug              |                                                                     |
| 2017/2018 | ZSC Lions           | HC Lugano           |                                                                     |
| 2018/2019 | SC Bern             | EV Zug              |                                                                     |
| 2019/2020 | play off se nahrálo | play off se nahrálo |                                                                     |
| 2020/2021 | EV Zug              | Ženeva-Servette HC  | Jan Kovář                                                           |
| 2021/2022 | EV Zug              | ZSC Lions           | Jan Kovář                                                           |
| 2022/2023 | Ženeva-Servette HC  | EHC Biel            |                                                                     |
| 2023/2024 | ZSC Lions           | Lausanne HC         | Šimon Hrubec                                                        |
| 2024/2025 | ZSC Lions           | Lausanne HC         | Šimon Hrubec                                                        |

## Přehled celkových vítězů ve švýcarské nejvyšší soutěži
| Klub                 | Tituly | Vítězné ročníky |
| -------------------- | ------ | --- |
| HC Davos             | 31     | 1925/26, 1926/27, 1928/29, 1929/30, 1930/31, 1931/32, 1932/33, 1933/34, 1934/35, 1936/37, 1937/38, 1938/39, 1940/41, 1941/42, 1942/43, 1943/44, 1944/45, 1945/46, 1946/47, 1947/48, 1949/50, 1957/58, 1959/60, 1983/84, 1984/85, 2001/02, 2004/05, 2006/07, 2008/09, 2010/11, 2014/15 |
| SC Bern              | 16     | 1958/59, 1964/65, 1973/74, 1974/75, 1976/77, 1978/79, 1987/89, 1990/91, 1991/92, 1996/97, 2003/04, 2009/10, 2012/13, 2015/16, 2016/17, 2018/19 |
| ZSC Lions            | 11     | 1935/36, 1948/49, 1960/61, 1999/00, 2000/01, 2007/08, 2011/12, 2013/14, 2017/18, 2023/24, 2024/25 |
| EHC Arosa            | 9      | 1950/51, 1951/52, 1952/53, 1953/54, 1954/55, 1955/56, 1956/57, 1979/80, 1981/82 |
| HC Lugano            | 7      | 1985/86, 1986/87, 1987/88, 1989/90, 1998/99, 2002/03, 2005/06 |
| HC La Chaux-de-Fonds | 6      | 1967/68, 1968/69, 1969/70, 1970/71, 1971/72, 1972/73 |
| EHC Kloten           | 5      | 1966/67, 1992/93, 1993/94, 1994/95, 1995/96 |
| EV Zug               | 3      | 1997/98, 2020/21, 2021/22 |
| HC Bern              | 3      | 1915/16, 1916/17, 1917/18 |
| HC Bellerive Vevey   | 3      | 1908/09, 1918/19, 1919/20 |
| HC Rosey Gstaad      | 3      | 1920/21, 1923/24, 1924/25 |
| EHC St. Moritz       | 3      | 1921/22, 1922/23, 1927/28 |
| EHC Biel             | 3      | 1977/78, 1980/81, 1982/83 |
| HC Les Avants        | 2      | 1911/12, 1912/13 |
| HC Villars           | 2      | 1962/63, 1963/64 |
| HC La Villa Lausanne | 1      | 1909/10 |
| CP Lausanne          | 1      | 1910/11 |
| EHC Visp             | 1      | 1961/62 |
| SCL Tigers           | 1      | 1975/76 |
| Ženeva-Servette HC   | 1      | 2022/23 |

## Češi s titulem
| Hráč            | Sezona |
| --------------- | --- |
| Josef Marha     | 2001/2002 (HC Davos), 2004/2005 (HC Davos), 2006/2007 (HC Davos), 2008/2009 (HC Davos), 2010/2011 (HC Davos) |
| Václav Varaďa   | 2006/2007 (HC Davos)                                                                                         |
| Zbyněk Irgl     | 2006/2007 (HC Davos)                                                                                         |
| Václav Benák    | 2006/2007 (HC Davos)                                                                                         |
| Petr Tatíček    | 2006/2007 (HC Davos), 2008/2009 (HC Davos), 2010/2011 (HC Davos)                                             |
| Jaroslav Hübl   | 2008/2009 (HC Davos)                                                                                         |
| Petr Sýkora     | 2008/2009 (HC Davos), 2010/2011 (HC Davos)                                                                   |
| Petr Sýkora     | 2012/2013 (SC Bern)                                                                                          |
| Jaroslav Bednář | 2010/2011 (HC Davos), 2012/2013 (SC Bern)                                                                    |
| Jakub Štěpánek  | 2015/2016 (SC Bern)                                                                                          |
| Jan Kovář       | 2020/2021 (EV Zug), 2021/2022 (EV Zug)                                                                       |
| Šimon Hrubec    | 2023/2024, 2024/25 (ZSC Lions)                                                                               |
| Celkem          | 21 |